# Communauté de communes des Coteaux de Garonne
La communauté de communes des Coteaux de Garonne est un ancien établissement public de coopération intercommunale (EPCI) français, situé dans le département de la Gironde, en région Nouvelle-Aquitaine.

## Historique
La communauté de communes a été créée le 27 décembre 2002 par arrêté préfectoral sur la base de neuf communes participantes.
La création au 1er janvier 2017 de la communauté de communes de Podensac, des Coteaux de Garonne et de Lestiac-sur-Garonne, Paillet, Rions a entériné sa disparition au 31 décembre 2016.

## Composition
La communauté de communes des Coteaux de Garonne est composée des neuf communes suivantes :
| Nom                          | Code Insee | Gentilé         | Superficie (km2) | Population (dernière pop. légale) | Densité (hab./km2) |
| ---------------------------- | ---------- | --------------- | ---------------- | --------------------------------- | ------------------ |
| Cadillac-sur-Garonne (siège) | 33081      | Cadillacais     | 5,44             | 2 743 (2014)                      | 504                |
| Béguey                       | 33040      | Bégueyrais      | 3,16             | 1 166 (2014)                      | 369                |
| Donzac                       | 33152      | Donzacais       | 4,41             | 133 (2014)                        | 30                 |
| Gabarnac                     | 33176      | Gabarnacais     | 5,21             | 353 (2014)                        | 68                 |
| Laroque                      | 33231      | Laroquais       | 2,97             | 282 (2014)                        | 95                 |
| Loupiac                      | 33253      | Loupiacois      | 9,57             | 1 151 (2014)                      | 120                |
| Monprimblanc                 | 33288      | Monprimblannais | 4,97             | 286 (2014)                        | 58                 |
| Omet                         | 33308      | Omettons        | 2,62             | 296 (2014)                        | 113                |
| Sainte-Croix-du-Mont         | 33392      | Montécruziens   | 8,98             | 898 (2014)                        | 100                |

## Démographie
| 2011  | 2012  | 2013  |
| ----- | ----- | ----- |
| 7 104 | 7 231 | 7 284 |

## Politique et administration
L'administration de l'intercommunalité repose, à compter du renouvellement général des conseils municipaux de mars 2014, sur 25 délégués titulaires, à raison d'un délégué par commune membre, sauf Cadillac qui en dispose de neuf, Béguey et Loupiac de quatre chacune et Sainte-Croix-du-Mont de trois.
| Période                                  | Période    | Identité      | Étiquette | Qualité                    |
| ---------------------------------------- | ---------- | ------------- | --------- | -------------------------- |
| Les données manquantes sont à compléter. |            |               |           |                            |
|                                          | avril 2014 | Pierre Préaut | UMP       | adjoint au maire de Beguey |
| avril 2014                               | 2016       | Jocelyn Doré  | PS        | maire de Cadillac (2014-)  |

Le président est assisté de sept vice-présidents :
- Jean-François Dal'cin, maire d'Omet, délégué aux Ressources Humaines,
- Lionel Chollon, maire de Loupiac, délégué à l'enfance et à la jeunesse,
- Jean-Alain Queyrens, maire de Donzac, délégué à l'Aménagement de l'Espace Communautaire et au tourisme,
- Sylvie Porta, adjointe au maire de Laroque, déléguée au Social & Services à la Population,
- François Daurat, adjoint au maire de Béguey, délégué au développement durable,
- Michel Latapy, maire de Sainte-Croix-du-Mont, délégué aux Travaux,
- André Massieu, maire de Gabarnac, délégué à l'Aménagement Numérique et au Développement Economique.

## Compétences
Informations extraites du site officiel de la communauté de communes :
- Aménagement des espaces communautaires
  - Réaliser les acquisitions foncières et immobilières nécessaires au développement des services à la population dans le respect des compétences de la Communauté de Communes
  - Réaliser des aménagements paysagers et développer la signalétique sur les entrées du territoire communautaire
  - Mettre en place une signalétique adaptée sur toutes les communes
- Développement économique
  - Accompagner le développement et la promotion des entreprises du territoire
  - Favoriser l'implantation d'entreprises nouvelles
  - Aider à la création d'autres Zones d'Activités Économiques
  - Contribuer au soutien direct de la viticulture et des syndicats viticoles
- Mise en place d'une politique de logement et cadre de vie
  - Participer à la mise en place d'un plan de réhabilitation et d'amélioration de l'habitat
- Gestion des équipements sportifs, culturels et éducatifs
  - Aménager, gérer et développer les équipements communautaires (gymnase, piscine, campings, centres de loisirs, crèche multi-accueil, stade, etc.)
  - Développer le réseau des structures d'accueil liées à l'enfance et à la jeunesse
- Mise en place d'une politique sociale
  - Élaborer une politique générale en faveur de l'enfance et de la jeunesse
  - Coordonner le fonctionnement des services d'accueil périscolaire
  - Aider les personnes âgées par le biais du portage des repas à domicile et d'actions de soutien aux structures œuvrant dans ce domaine
  - Assurer un service de transport collectif à la demande
  - Mettre en place des partenariats avec les acteurs locaux pour accompagner les projets pédagogiques
- L'élimination et valorisation des déchets ménagers et assimilés
  - Collecter, traiter et valoriser les déchets ménagers et assimilés
  - Assurer l'éducation et l'information des usagers du service public
  - Promouvoir des modes de collecte favorisant la valorisation et le recyclage des déchets
  - Mettre en place une politique de développement durable à l'échelle du territoire